# Dicliptera samoensis
Dicliptera samoensis är en akantusväxtart som beskrevs av Berthold Carl Seemann. Dicliptera samoensis ingår i släktet Dicliptera och familjen akantusväxter. Inga underarter finns listade i Catalogue of Life.